# Xyletinus balcanicus
Xyletinus balcanicus is een keversoort uit de familie klopkevers (Anobiidae). De wetenschappelijke naam van de soort is voor het eerst geldig gepubliceerd in 1977 door Gottwald.